# Bactrocera yorkensis
Bactrocera yorkensis är en tvåvingeart som beskrevs av Drew, Hancock och Romig 1999. Bactrocera yorkensis ingår i släktet Bactrocera och familjen borrflugor. Inga underarter finns listade.